# Capnophyllum africanum
Capnophyllum africanum är en växtart i släktet Capnophyllum, och familjen flockblommiga växter. Den beskrevs av Joseph Gaertner.

## Utbredning
Arten återfinns i sydvästra Kapprovinsen i Sydafrika.